# Бибертал (Баварска)
Бибертал (њем. Bibertal) општина је у њемачкој савезној држави Баварска. Једно је од 34 општинска средишта округа Гинцбург. Према процјени из 2010. у општини је живјело 4.725 становника. Посједује регионалну шифру (AGS) 9774119.

## Географски и демографски подаци
Бибертал се налази у савезној држави Баварска у округу Гинцбург. Општина се налази на надморској висини од 495 метара. Површина општине износи 27,3 km².

## Становништво
У самом мјесту је, према процјени из 2010. године, живјело 4.725 становника. Просјечна густина становништва износи 173 становника/km².